# カリビアン・プレミアリーグ
カリビアン・プレミアリーグ（英: Caribbean Premier League、CPL）は、カリブ海地域のトゥエンティ20方式のプロクリケットリーグ。ヒーロー・モトコープがスポンサーであることから、現在の正式名称はヒーローCPL（英: Hero CPL）。

## 概要
2013年に発足。2018シーズンには6チームが参加した。

## 参加チーム
2018シーズンに参加したチームは以下の通りである。
- バルバドス・トライデンツ（Barbados Tridents）
- ガイアナ・アマゾン・ウォリアーズ（Guyana Amazon Warriors）
- ジャマイカ・タラワーズ（Jamaica Tallawahs）
- セイント・キッツ・アンド・ネイヴィス・ペイトリオッツ（St Kitts & Nevis Patriots）
- セントルシア・スターズ（St Lucia Stars）
- トリンバゴ・ナイト・ライダース（Trinbago Knight Riders）